# Morishige Yamamoto
Morishige Yamamoto (20 de dezembro de 1882 – 27 de janeiro de 1962) foi um equestre japonês. Ele competiu em dois eventos de hipismo nos Jogos Olímpicos de Verão de 1932.